# Episodi di Alice (sesta stagione)
La sesta stagione della serie televisiva Alice è stata trasmessa negli Stati Uniti dal 4 ottobre 1981 al 16 maggio 1982, posizionandosi al 5º posto nei rating Nielsen di fine anno con il 22,7% di penetrazione e con una media superiore ai 18 milioni di spettatori.
| nº | Titolo originale                      | Titolo italiano | Prima TV USA     | Prima TV Italia |
| -- | ------------------------------------- | --------------- | ---------------- | --------------- |
| 1  | Bet a Million, Mel                    |                 | 4 ottobre 1981   |                 |
| 2  | Guinness on Tap                       |                 | 11 ottobre 1981  |                 |
| 3  | Comrade Mel                           |                 | 18 ottobre 1981  |                 |
| 4  | Alice's Halloween Surprise            |                 | 25 ottobre 1981  |                 |
| 5  | Alice's Big Four-Oh!                  |                 | 8 novembre 1981  |                 |
| 6  | Mel's Cousin, Wendell                 |                 | 15 novembre 1981 |                 |
| 7  | Vera's Bouncing Check                 |                 | 29 novembre 1981 |                 |
| 8  | After Mel's Gone                      |                 | 6 dicembre 1981  |                 |
| 9  | Mel's Christmas Carol                 |                 | 20 dicembre 1981 |                 |
| 10 | The Wild One                          |                 | 27 dicembre 1981 |                 |
| 11 | Alice Calls the Shots                 |                 | 3 gennaio 1982   |                 |
| 12 | Not with My Niece You Don't           |                 | 17 gennaio 1982  |                 |
| 13 | Vera, Queen of Soaps                  |                 | 31 gennaio 1982  |                 |
| 14 | Sharples vs. Sharples                 |                 | 7 febbraio 1982  |                 |
| 15 | The Valentine's Day Massacre          |                 | 14 febbraio 1982 |                 |
| 16 | The Best Little Waitress in the World |                 | 21 febbraio 1982 |                 |
| 17 | Alice and the Acorns                  |                 | 7 marzo 1982     |                 |
| 18 | Jolene Hunnicutt, Dynamite Trucker    |                 | 14 marzo 1982    |                 |
| 19 | Mel Wins By a Nose                    |                 | 21 marzo 1982    |                 |
| 20 | Give My Regrets to Broadway           |                 | 4 aprile 1982    |                 |
| 21 | Vera's Reunion Romance                |                 | 11 aprile 1982   |                 |
| 22 | Monty Falls for Alice                 |                 | 18 aprile 1982   |                 |
| 23 | Spell Mel's                           |                 | 2 maggio 1982    |                 |
| 24 | My Mother the Landlord                |                 | 16 maggio 1982   |                 |